# گملیک
گملیک (به ترکی استانبولی: Gemlik) یک منطقهٔ مسکونی در ترکیه است که در استان بورسا واقع شده‌است. گملیک ۹۱٫۰۷۰ نفر جمعیت دارد و ۲۲ متر بالاتر از سطح دریا واقع شده‌است.

## خواهرخوانده
شهرهای باییا بلانکا، فلورانس و لودرهیل، فلوریدا خواهرخوانده‌های گملیک هستند.